# Mariana Silva
Mariana dos Santos Silva (ur. 22 lutego 1990) – brazylijska judoczka. Dwukrotna olimpijka. Zajęła piąte miejsce w Rio de Janeiro 2016 i siedemnaste w Londynie 2012. Walczyła w wadze półśredniej.
Uczestniczka mistrzostw świata w 2010, 2011 i 2014 i 2015; a także zdobyła srebrny medal w drużynie w 2013. Startowała w Pucharze Świata w latach 2010-2017. Brązowa medalistka igrzysk panamerykańskich w 2015, a także igrzysk Ameryki Południowej w 2014. Zdobyła pięć medali na mistrzostwach panamerykańskich w latach 2010 - 2016. Mistrzyni Ameryki Południowej w 2009 i 2011. Wygrała igrzyska wojskowe w 2015. Wygrała igrzyska Luzofonii w 2009 roku. 

## Letnie Igrzyska Olimpijskie 2012
| Konkurencja | Eliminacje      | Klas. końcowa |
| Konkurencja | Przeciwnik I    | Miejsce       |
| ----------- | --------------- | ------------- |
| 63 kg       | Xu Lili (CHN) P | 17.           |

## Letnie Igrzyska Olimpijskie 2016
| Konkurencja | Eliminacje              | Eliminacje              | Eliminacje            | Finały                 | Finały                   | Klas. końcowa |
| Konkurencja | Przeciwnik I            | Przeciwnik II           | 1/4                   | 1/2                    | o 3 miejsce              | Miejsce       |
| ----------- | ----------------------- | ----------------------- | --------------------- | ---------------------- | ------------------------ | ------------- |
| 63 kg       | Szandra Szögedi (GHA) Z | Martyna Trajdos (GER) Z | Jarden Dżerbi (ISR) Z | Tina Trstenjak (SLO) P | Anicka van Emden (NED) P | 5.            |